# Sperrfort Rocca Alta
Sperrfort Rocca Alta ist ein autobiographischer Roman, der 1937 von Luis Trenker veröffentlicht wurde und dessen Erlebnisse während des Ersten Weltkriegs schildert, insbesondere die Kämpfe um das Fort (Werk) Verle an der österreichisch-italienischen Front, das den fiktiven Namen Rocca Alta erhielt. Der Text gehört zu den wenigen Erlebnisberichten, die den Kampf um permanente Festungsanlagen im Ersten Weltkrieg aus Sicht der Besatzung beschreiben, weshalb er auch in militärgeschichtlichen Werken als Quelle herangezogen wird.

## Inhalt (Ausgabe 1941)
Luis Trenker, Student der Technischen Hochschule, verbringt den Juli 1914 in seiner Heimat Gröden in Südtirol. Am 1. August zieht er von dort in den Krieg nach Krakau zur Ausbildung, da er als Student vom Militärdienst zurückgestellt war. Anfang Dezember wird er von dort auf die Offiziersschule in Chiesa und Anfang 1915 in das Fort Rocca Alta (Werk Verle) an der Grenze zu Italien abkommandiert, mit dessen Kommandant Albrecht Gimpelmann ihn tiefe Antipathie verbindet. Am 23. Mai erklärt Italien den Krieg und wenig später beginnt der Beschuss des Forts mit schwerer Artillerie, wobei bereits nach wenigen Stunden der Vorpanzer einer der vier Haubitzen des Forts durchschlagen und vier Mann getötet werden. Der Kommandant erleidet einen Nervenzusammenbruch und erwirkt durch übertriebene Angaben den Befehl zur Räumung des Werkes bis auf eine kleine Restbesatzung, zu der auch Trenker gehört. Am nächsten Tag schläft Trenker unter der Wirkung der Schussgase auf dem Rückweg zum Kasemattenblock in einer Munitionskasematte ein, in der er kurz darauf eingeschlossen wird, als der Einschlag einer schweren Granate den Zugang verschüttet. Erst drei Tage später wird er befreit. Kurz darauf rückt auch die übrige Besatzung wieder ins Fort ein, das nun von Leutnant Partik befohlen wird. Trenker wird in einen vorgelagerten Stützpunkt am Basson abkommandiert, wo er sich als MG-Schütze an der Abwehr eines größeren Angriffs beteiligt. Einige Zeit später führt er eine Patrouille auf Klettertour hinter die feindlichen Linien und kundschaftet Artilleriestellungen aus. Trenker ist weiterhin am Basson stationiert und beobachtet von dort, wie Rocca Alta seit dem 15. August 1915 unter schwerstem Beschuss liegt und schwer beschädigt wird. Acht Tage später kehrt Trenker ins Fort zurück. Mehrfach durchschlagen schwere Granaten die Decke und verursachen schwere Verluste. Der folgende großangelegte Angriff der Italiener wird knapp zurückgeschlagen. Danach klingen die Kämpfe und der Beschuss ab. Mit List werden ein italienischer Scharfschütze erschossen und ein italienischer Stoßtrupp, der in die Grabenstreiche eingedrungen ist, zum Aufgeben gezwungen. In den nächsten Monaten unternimmt Trenker mehrfach Patrouillen, um die italienischen Stellungen auszukundschaften, auf einer besonders riskanten wird er verwundet und erwacht in einem Krankenbett, als die Front dank der [am 15. Mai 1916 begonnenen] österreichischen Südtiroloffensive nunmehr weit vor Rocca Alta liegt.
In die Haupthandlung sind immer wieder einzelne, oft unterhaltsame Episoden sowie die Liebesgeschichte zu Noemi eingeschoben, deren Familie einen Hof in Frontnähe besaß und aufgeben musste, auch wurden ihr Bruder und ihr Vater interniert.

## Urheberschaft
In keiner der verschiedenen Ausgaben finden sich Hinweise auf weitere Autoren neben Luis Trenker. Dennoch kam es nach dem Zweiten Weltkrieg mehrfach zu Streitigkeiten vor Gericht, als Fritz Weber, ein Kriegskamerad Trenkers, die Urheberschaft für insgesamt vier Trenker-Romane beanspruchte. Zumindest für Rocca Alta und einen weiteren Roman gestand Trenker eine Mitarbeit Webers ein. Letztlich endete der Streit wohl 1959 mit einem Vergleich, dessen Inhalt anscheinend nicht öffentlich bekannt ist, so dass der genaue Anteil an der Urheberschaft von Rocca Alta ungeklärt ist. Die Forschung neigt aber dazu, Fritz Weber einen erheblichen Anteil zuzusprechen.

## Veränderungen in späteren Ausgaben
Die Vor- und Nachkriegsausgaben von Rocca Alta weisen zahlreiche und teils erhebliche Unterschiede auf. Neben diversen kleineren Veränderungen wurden auch ganze Episoden weggelassen oder neu hinzugefügt. Ein Teil dieser Veränderungen ist zweifellos dem veränderten Zeitgeist geschuldet, indem – wie bei anderen Trenker-Romanen auch – nationalistische oder militaristische Passagen entschärft wurden. Beispielsweise fehlt die Episode, in der ein österreichischer Scharfschütze mit List einen italienischen ausmacht, erschießt und dafür mit „Waidmannsheil“ beglückwünscht wird. Auch bei den Schilderungen der Kampfhandlungen lassen sich inhaltliche Abänderungen feststellen.

## Tatsachen oder Fiktion
Im Vorwort wird Rocca Alta als „Tatsachenbericht“ bezeichnet, gleichzeitig erklärt Trenker aber, „Namen und Handlungen nach eigenem Ermessen geändert, fortgelassen oder ergänzt zu haben.“ Somit handelt es sich um einen autobiographischen Roman. Der Ablauf der wichtigsten Kampfhandlungen (Beschießungsperioden, teilweise Räumung des Forts, größere Angriffe etc.) entspricht im Wesentlichen dem Kriegsgeschehen, die geschilderten Details werden in der militärgeschichtlichen Forschung kritisch beurteilt. Tatsächlich lassen sich durch Vergleich der in Rocca Alta geschilderten Abläufe mit militärgeschichtlicher Literatur Unstimmigkeiten nachweisen. Beispielsweise müssten laut Rocca Alta zwischen dem ersten Durchschlag eines Vorpanzers [26. Mai] und der versuchten Übergabe des Nachbarwerks Lusern [28. Mai] wenigstens sieben Tage liegen, davon drei Tage, in denen Trenker in der Munitionskasematte verschüttet war. Da diese Verschüttung weder in der militärgeschichtlichen Literatur noch von Fritz Weber erwähnt werden, ebenso wenig wie ein derart schwerer Deckendurchschlag um den 27. Mai, der den Zugang zur Munitionskasematte hätte verschütten können, erscheint die ganze Episode eingeschoben und fiktiv. Ähnliche Zweifel gelten auch für das angebliche Eindringen italienischer Soldaten in die Grabenstreiche.